# Dignathia hirtella
Dignathia hirtella är en gräsart som beskrevs av Otto Stapf. Dignathia hirtella ingår i släktet Dignathia och familjen gräs. Inga underarter finns listade i Catalogue of Life.